# Haliplidae
Los halíplidos (Haliplidae) son una familia de pequeños coleópteros adéfagos acuáticos. Su principal característica morfológica es la presencia de grandes placas en las coxas posteriores que utilizan para almacenar el aire que respiran bajo el agua.
Los adultos viven entre la vegetación ribereña de estanques, lagos y arroyos, son malos nadadores, pero buenos voladores, sumergiéndose poco en el agua. Se alimentan de huevos de mosquitos, pequeñas lombrices y crustáceos, hidras y algas.
Las hembras depositan los huevos en la superficie o el interior de algas, a las que previamente han practicado un orificio. Las larvas son acuáticas, herbívoras y respiran por traqueobranquias.
Contiene 200 especies en cinco géneros.